# Bahadır Tatlıöz
Bahadır Tatlıöz (* 27. Juli 1976 in Istanbul) ist ein türkischer Popmusiker und Produzent.

## Karriere
Seine musikalische Karriere begann im Jahr 2005 mit dem im Jazz-Stil angehauchten Kollaborations-Album Çalıjazz. Das erste Solo-Album erschien fast 10 Jahre später, das zweite im Jahr 2018. Größeren Erfolg erreichte Tatlıöz im Jahr 2012 mit der Single Bedende Ruh Yokken, die gemeinsam mit Gökhan Türkmen aufgenommen wurde. Anschließend konnte er mit weiteren Hits wie Uzun Lafın Kısası, Net, Düşman Mısın Aşık Mı? oder Ben de Özledim auf sich aufmerksam machen.
In dem Video des Songs Takvim sind die beiden türkischen Sänger Buray und İlyas Yalçıntaş zu sehen und im Hintergrund singend zu hören. Die Single gehört heute zu den erfolgreichsten Aufnahmen von Tatlıöz. Im Jahr 2018 nahm er gemeinsam mit Güliz Ayla an dem ABU Radio Song Festival mit dem Song Kimin Umrunda teil. In seiner Musiklaufbahn hat er bereits mit Künstlern wie Ajda Pekkan, Sibel Can, Ozan Doğulu, Mustafa Ceceli, Özgün, Mehmet Erdem, Aydın Kurtoğlu oder Gülden zusammengearbeitet.

## Diskografie

### Alben
- 2014: Bana Dair
- 2018: Su Yolunu Bulur
- 2023: Berceste

### Kollaborationen
- 2005: Çalıjazz (mit Yasin Bozkurt)

### EPs
- 2011: Yıllar

### Singles
| - 2007: Kendini Zorlama (von Ozan Orhon – Hintergrundstimme) - 2011: Yıllar - 2012: Bedende Ruh Yokken (mit Gökhan Türkmen) - 2012: Duy Beni - 2013: Masal - 2013: Bir Ben Bir İstanbul (mit Haktan) - 2013: Aşkın Zindanları (mit Özgün) - 2014: Beni Yak - 2014: Benim Değil - 2015: Daha Ne Olsun - 2015: Mahşer - 2016: Uzun Lafın Kısası (mit Gülden & Ozan Doğulu) - 2016: Net (mit Bilge Nihan) - 2016: Eflatun - 2017: Çanakkale Türküsü - 2017: Kafam Duman - 2017: Düşman Mısın Aşık Mı? (mit Ajda Pekkan) - 2017: Takvim (Cameoauftritt von Buray & İlyas Yalçıntaş) - 2017: Unutmaktan Korkuyorum (mit Gökhan Yilmaz) - 2018: Kuyu (von Sibel Can – Hintergrundstimme) - 2018: Kimin Umrunda (mit Güliz Ayla) - 2018: Su Yolunu Bulur - 2018: Yangınlar Var - 2018: Bir Alo De - 2018: Kendine İyi Bak - 2019: Çaresi Nerede - 2019: Hayy - 2019: Yok De (mit Ozan Doğulu) - 2019: Sancı (mit Enbe Orkestrası & Pınar Süer) | - 2019: Kına (mit Gökhan Türkmen, Mehmet Erdem, Bulutsuzluk Özlemi, Kubat, Pi & Tepki) - 2020: Ben de Özledim (mit Gülden, Mustafa Ceceli & Aydın Kurtoğlu) - 2020: Sabır Makamı (mit Volkan Koşar) - 2020: Aldırma (Hintergrundstimme: Buray) - 2020: Zaman / Time - 2020: Neredesin - 2021: Gül Sevdik Dikeni Kader (mit Selçuk Balcı) - 2021: Yarım Adam - 2022: Silemem (mit Nahide Babashli) - 2022: Burn - 2022: Saki (mit Kamshat Zholdybayeva) - 2022: Takmıyorum - 2022: Çiçek - 2023: Her Tarafım Kırgın - 2023: Aşka Çare Bulunmaz (mit Mavi Gri) - 2023: Bu Gece Boş Ver - 2023: Dön Bana - 2023: Eze Eze - 2023: Enayi - 2024: Aşk Bir Yangın (mit Gülden) - 2024: Vatanım Sensin - 2024: Affet Beni (mit Aspova) - 2024: Hain - 2024: İzmir Marşı - 2024: İptila - 2025: Aşktan Ne Haber? (mit Yalçın Aşan) - 2025: Bu Yaz - 2025: Badem |

Quelle: